# Godshuis Marius Voet

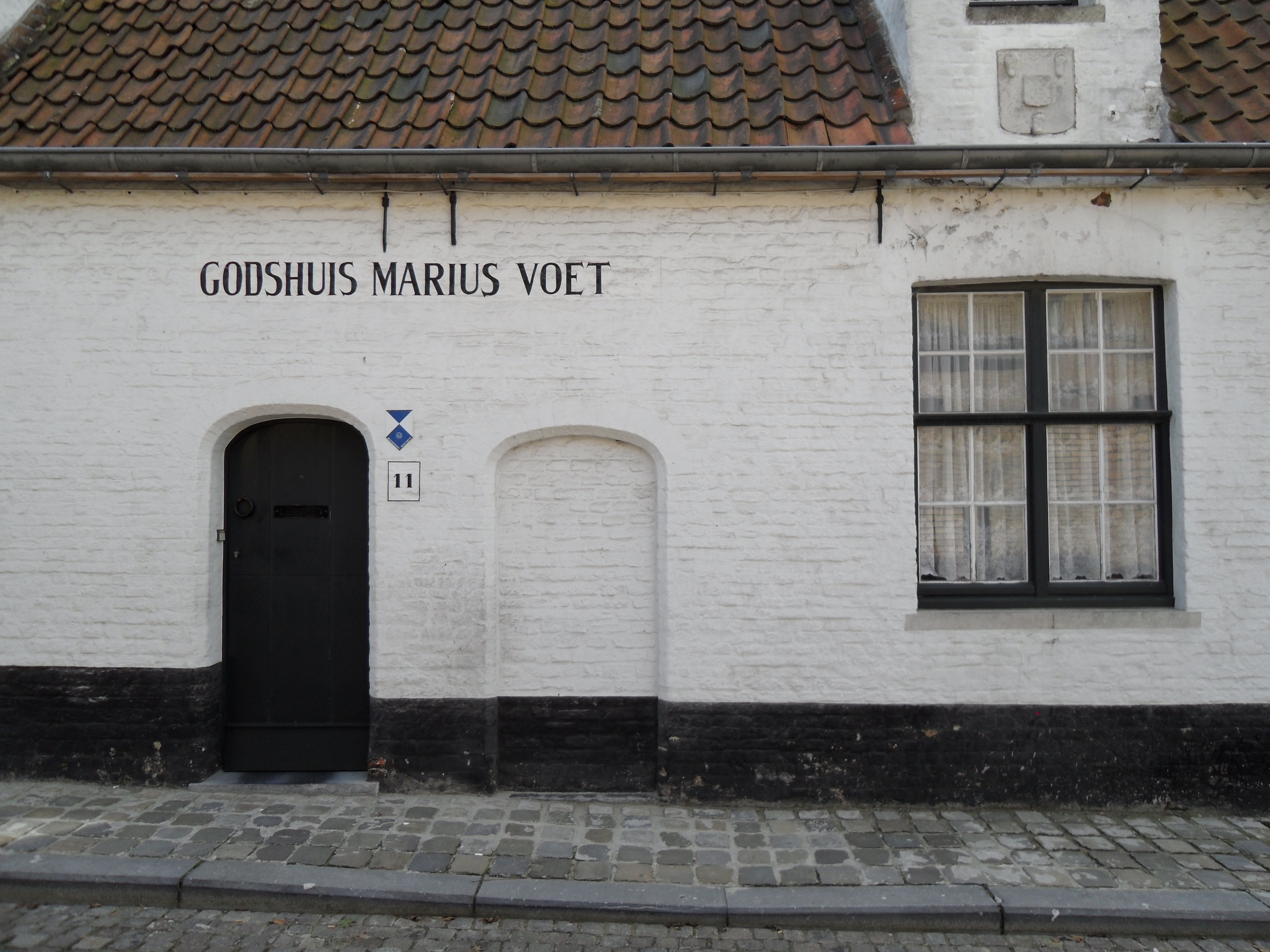
Godshuis Marius Voet

Marius Voet was een zeventiende-eeuws godshuis in Brugge.

## Geschiedenis
Marius Voet (†1685) was schepen en burgemeester van het Brugse Vrije. In 1672 kocht hij, naast het godshuis Van Pamel, een vervallen huisje in de Kammakersstraat. Hij herbouwde het en bestemde het als godshuis.
In 1699 werden ernaast, ingevolge zijn testament, door een paar familieleden nog twee woningen aangekocht. De drie huisjes boden bewoning aan drie blinden aan.
In de Franse tijd werd de stichting eigendom van de Commissie van Burgerlijke godshuizen. In 1990 werden de drie huisjes gemoderniseerd en gereduceerd tot twee. 